# Rượu đường

Erythritol là một loại rượu đường. Đó là 60-70% ngọt như đường nhưng đóng góp ít calo hơn khi tiêu thụ.

Rượu đường (còn gọi là rượu polyhydric alcohol, polyalcohol, alditol hoặc glycitol) là các hợp chất hữu cơ, thường có nguồn gốc từ đường, bao gồm một lớp polyol. Chúng là chất rắn màu trắng, tan trong nước có thể xuất hiện tự nhiên hoặc được sản xuất công nghiệp từ đường. Chúng được sử dụng rộng rãi trong ngành công nghiệp thực phẩm như chất làm đặc và chất làm ngọt. Trong thực phẩm thương mại, rượu đường thường được sử dụng thay cho đường đường (sucrose), thường kết hợp với chất làm ngọt nhân tạo cường độ cao để chống lại vị ngọt thấp. Xylitol và sorbitol là rượu đường phổ biến trong thực phẩm thương mại.

## Đường rượu phổ biến
| - Ethylene glycol (2-carbon) - Glycerol (3-carbon) - Erythritol (4-carbon) - Threitol (4-carbon) | - Arabitol (5-carbon) - Xylitol (5-carbon) - Ribitol (5-carbon) | - Mannitol (6-carbon) - Sorbitol (6-carbon) - Galactitol (6-carbon) - Fucitol (6-carbon) - Iditol (6-carbon) - Inositol (6-carbon; a cyclic sugar alcohol) | - Volemitol (7-carbon) - Isomalt (12-carbon) - Maltitol (12-carbon) - Lactitol (12-carbon) - Maltotriitol (18-carbon) - Maltotetraitol (24-carbon) - Polyglycitol |